# Circuito cittadino di Sanya
Il circuito cittadino di Sanya è un circuito cittadino temporaneo ricavato nelle strade urbane di Sanya. Esso ospita l'E-Prix di Sanya 2019, parte del campionato di Formula E 2018-2019. Il percorso, lungo circa 2,3 Km, si compone di 11 curve. La prima gara su questo circuito viene disputata il 23 marzo 2019, quale sesto appuntamento della stagione di Formula E.